# Ptinus calcaratus
Ptinus calcaratus là một loài bọ cánh cứng trong họ Ptinidae. Loài này được Kiesenwetter miêu tả khoa học năm 1877.